# OPERA (映画)
『OPERA』（Opera）は、エリック・オー監督による2020年の韓国・アメリカ合衆国の短編アニメ映画である。
日本では2020年8月に広島国際アニメーションフェスティバルで上映された。また2021年3月15日にも東京アニメアワードフェスティバルで上映された。

## 内容
宗教、階級闘争、人種差別、戦争、テロリズムといった人類史が大規模なスケールで描かれる。

## 受賞とノミネート
| 賞           | 部門         | 候補者         | 結果       |
| ------------ | ------------ | -------------- | ---------- |
| アカデミー賞 | 短編アニメ賞 | エリック・オー | ノミネート |